# Marie (fille de Stilicon)
Pour les articles homonymes, voir Marie.

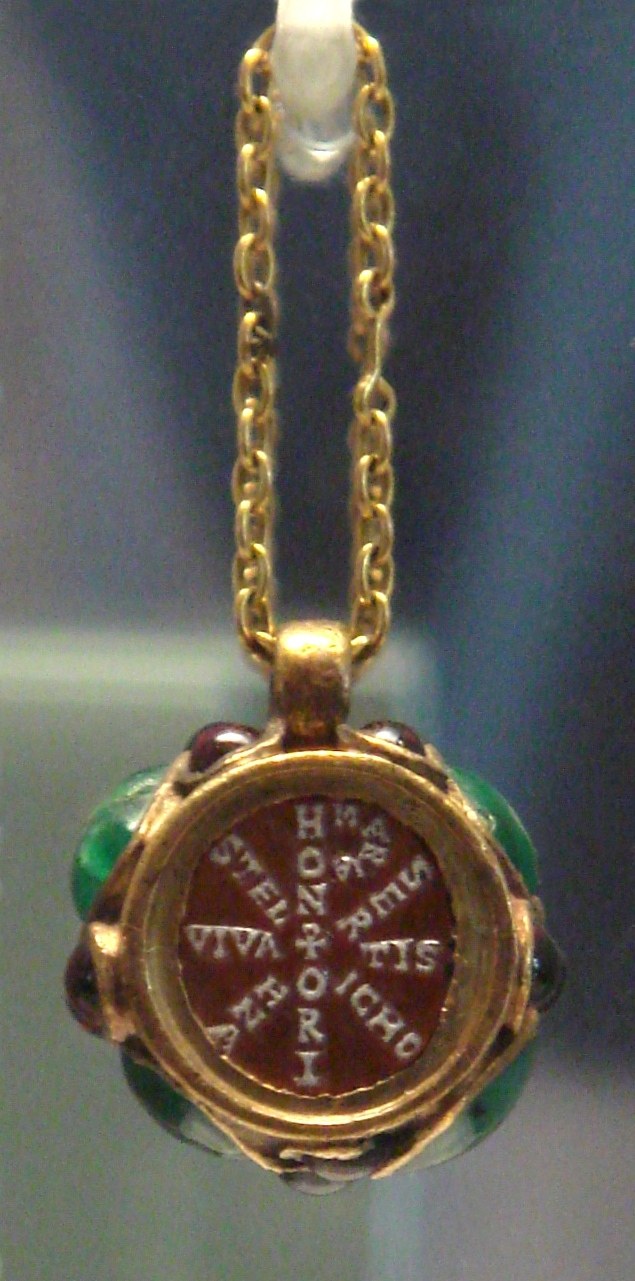
Bulle de l'impératrice Marie, entre 398 et 407, Paris, Musée du Louvre.

Marie (en latin : Maria), fille du général romain Stilicon, née vers 385, morte en 407, est une impératrice romaine, épouse d'Honorius, empereur d'Occident de 395 à 423.

## Biographie
Elle est la fille aînée de Stilicon et de Serena, nièce de l'empereur Théodose Ier, dernier empereur romain à régner sur l'Empire unifié. 
Pour préparer sa succession, Théodose la fiance à son fils cadet Honorius. Après la mort de Théodose, qui a réunifié l'empire en 394, Honorius devient empereur d'Occident sous la tutelle de Stilicon, tandis que son frère Arcadius est empereur d'Orient.
Le mariage a lieu en 398, les deux époux ayant alors 14 ans environ. Ce mariage, purement politique, n'est pas consommé, en raison de la jeunesse des époux. Tandis que Serena, Marie, sa sœur Thermantia et son frère Eucher s’installent dans le palais impérial à Rome, Honorius réside à Milan. Au début de l’année 404, Honorius séjourne à Rome pour l’investiture de son cinquième consulat. Il a alors 20 ans et Marie 19 ans, mais rien de plus ne se passe.
Plusieurs explications peuvent être avancées à cette absence d'union :
- la faiblesse de caractère d'Honorius, immature dominé par son entourage. Certains historiens avancent l'hypothèse qu'il était impuissant.
- l'influence hostile d'une cour jalouse de Stilicon, militaire d'origine vandale. Un héritier de l'Empire ayant du sang barbare dans les veines n'était pas admissible.
- l'influence chrétienne : une religiosité fervente poussait à l'époque de nombreuses femmes de l'aristocratie et même de la famille impériale à faire vœu de virginité, et selon l'observation de Augustin d'Hippone, à « répudier le mariage et choisir la vie des anges »

D’autres pourtant espèrent que Marie donne une descendance à Honorius, tel le poète Claudien dans son Éloge de Stilicon : 
« il [Stilicon] féconde l'empire par le glorieux hymen de Marie ; lui-même il promet un aïeul aux Césars (4, 2, 200)  »
Sur la trabée que Rome offre symboliquement à Stilicon, Claudien imagine un décor qui montre par anticipation : 
« les couches sacrées de Marie, Lutine [déesse des accouchements] occupée à charmer ses douleurs, la jeune épouse assise sur un lit radieux, sa mère à ses côtés, pâle, inquiète et joyeuse à la fois, et les nymphes, couronnées de guirlandes, recevant l'enfant dans leurs bras pour le plonger dans un bassin d'or. On croit entendre sortir de la toile un doux sourire et de faibles vagissements. Déjà l'enfant a quitté le berceau ; ses traits sont les traits de son père : mais, destiné à gouverner l'univers, il apprend de son aïeul, mûri par les années, le grand art des combats. (4,2,350)  »
Honorius revient une dernière fois à Rome en 407 pour revêtir son sixième consulat. Mais Marie meurt vierge en février 407. 
Marie est inhumée chrétiennement à Rome. Les riches ornements qui l’accompagnent dans sa tombe ont été retrouvés en 1544. Ce trésor est décrit dans une Cosmographie universelle de 1550.

## Numismatique et art somptuaire
Le catalogue Cohen des monnaies romaines ne mentionne en effet aucune monnaie portant son effigie. Marie n'a donc pas été honorée par une représentation officielle sur les monnaies impériales, au contraire d’impératrices de cette époque, comme Aelia Flacilla, épouse de Théodose Ier, ou Galla Placidia, belle-sœur de Marie. 
En revanche, on conserve la fameuse « Bulle de l'impératrice Marie » (Paris, Musée du Louvre) qui est un petit reliquaire contenant de la terre de Terre sainte, constituée de deux camées ornés d'agate, d'or, d'émeraude et de rubis, et décorée d'un chrisme au nom de l'impératrice et de son époux.

### Sources
- Claudien, Éloge de Stilicon.
- Cosmographia Universalis, VI, 248, Bâle, 1550 (trésor de Marie).

### Travaux contemporains
- Henry Cohen, Description historique des monnaies frappées sous l'Empire Romain, Paris, 1892.

- André Piganiol, Le sac de Rome, coll. « Le mémorial des siècles », Albin Michel, 1964.
- François Zosso et Christian Zingg, Les Empereurs romains, Editions Errance, 1995.

- Michel Manson, « Histoire d'un mythe : les poupées de Maria, femme d'Honorius », dans MEFRA, 1978, 90-2, p. 863-869, disponible en ligne sur le site  Persée.